# 香港出口信用保險局
香港出口信用保險局（英語：Hong Kong Export Credit Insurance Corporation）根據《香港出口信用保險局條例》（香港法例第1115章）於1966年成立，目的是透過提供出口信用保險服務，保障出口商因商業或政治事故，未能收回款項的風險，從而鼓勵及支持香港出口貿易。香港出口信用保險局獲得香港特別行政區政府保證承擔香港信保局根據保險合約所負的或有法律責任，現時法定最高負責額為800億港元。另外根據條例，除非立法會另藉決議訂明，否則香港信保局所訂立的保險合約之彌償率不得超過百分之九十五。香港信保局依循一項旨在確保所得收入足以支付其一切可恰當地在收入帳報銷的開支政策，並根據《香港出口信用保險局條例》的要求營運。

## 企業管治
香港出口信用保險局（香港信保局）是受《香港出口信用保險局條例》（香港法例第1115章）（香港信保局條例）管轄的法定組織。香港信保局致力維持高水平的企業管治，於企業管治架構內，注重誠信、問責和透明度。

## 管理層
- 總監：趙民忠
- 總經理：錢秀瑛
- 副總經理：衞清華、陳麗雲、梁銘卓

## 諮詢委員會
- 香港信保局諮詢委員會 （页面存档备份，存于） 經常就保險及與投資有關的業務向香港信保局提供意見。委員會成員包括來自金融、保險、貿易、服務等界別的翹楚及政府官員。

## 外部連結
- 信保易 （页面存档备份，存于）
- EC-Reach 中小企信保網 （页面存档备份，存于）
- 香港信保局的Facebook專頁
- YouTube